# Johann Baptist Homann

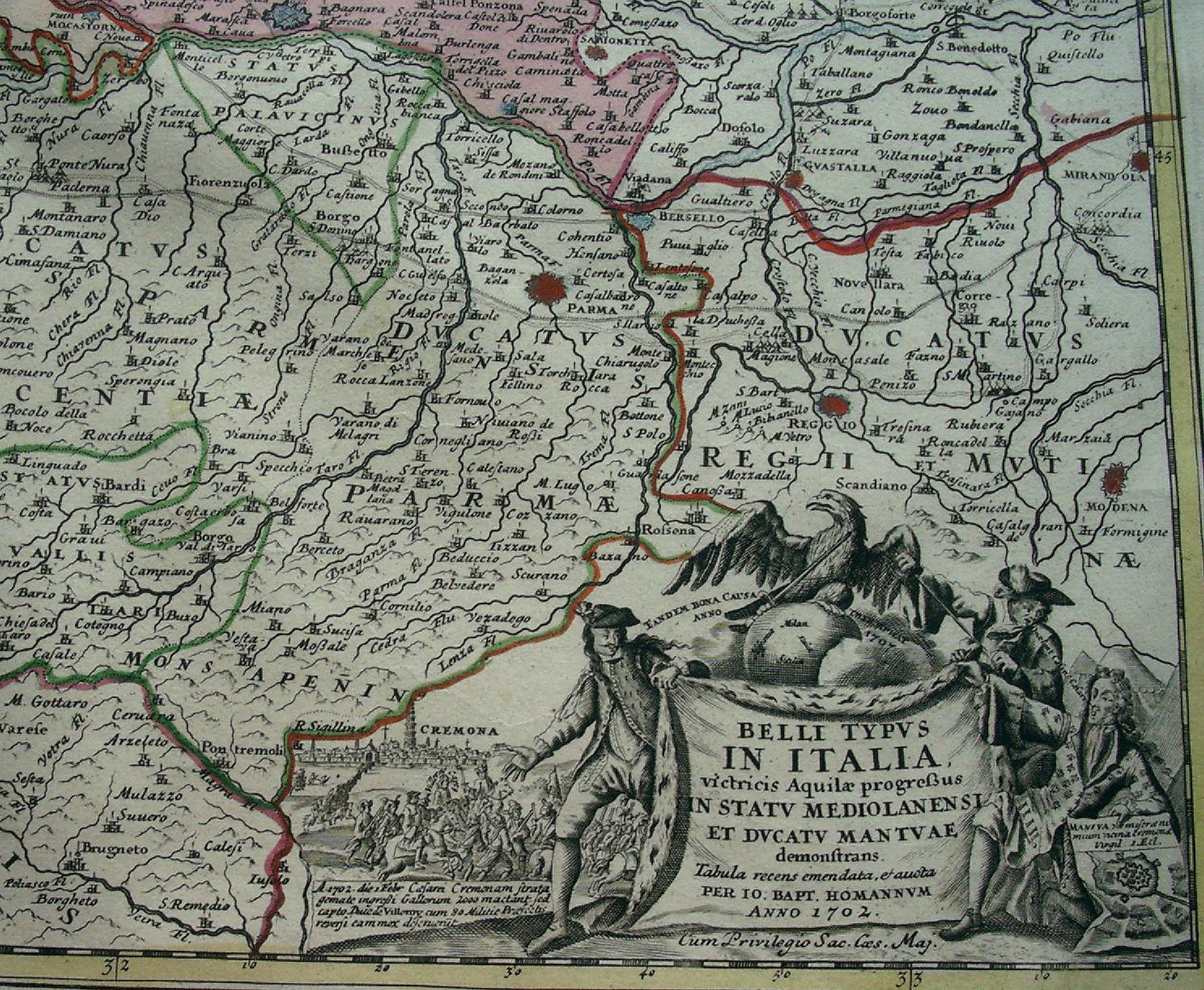
Homann első saját kiadású térképének kartusa

Johann Baptist Homann (Kammlach, 1664. március 20. – Nürnberg, 1724. július 1.) német térképész, kiadó és rézmetsző.

## Élete
Johann Baptist Homann 1664 március 20–án született a Délnyugat-Bajorországban található Kammlach faluban. Apja uradalmi intéző, később gondnok volt.
Johann Baptist a mindelheimi jezsuitákhoz járt, később belépett a würzburgi domonkos rendbe. Lelki életében azonban változás következett be és 1687-ben kilépett a rendből. Ekkor ment Nürnbergbe, hogy lutheránus hitre térhessen. A város kedvezően fogadta kérését, s vallásoktatót nevezett ki mellé, későbbi apósa, Johann Leonard Strödel személyében. Ő fel is készítette Johann Baptistot a szükséges vizsgákra, melyeket 1688 májusában letett. Nürnbergbe érkezésétől fogva a városi tanács segélyéből élt, ekkor ismerkedett meg a rézmetszetekkel. Ezek színezésével egészítette ki ugyanis a segélyt.
1691-ben a város írnokként alkalmazta. Ebben nem mutatott nagy igyekezetet. Ám munkája mellett autodidakta módon formális matematikai és térképészeti ismeretekre is szert tett, valamint kitanulta a rézmetszés művészetét. Az itt mutatkozó tehetsége már ekkor ismertté tette. 1702-ig térképkiadóknak, köztük Jacob von Sandrartnak, David Funcknak és Christoph Scheurernek metszett. Erre az időszakra esik életének legnehezebb korszaka. A hitbeli kérdésekben megingott rekatolizált embert a városi tanács polgárjogának megvonásával sújtotta. 1694 áprilisában erkölcstelenséggel is megvádolták és elzárásra ítélték azon az alapon, hogy feleségét még lutheránusként vette el, így házassága érvénytelen. A vele történt események hatására többször visszatért mind a lutheránus mind a katolikus hitre. Ez a többszöri megingás a várossal és családjával való kapcsolatára is kihatott. Végül 1698 februárjában a lutheránus felekezet és a város is visszafogadta Ettől kezdve haláláig Nürnbergben élt és dolgozott.
1702-ben önállósult, megalapította kiadóját, s megkezdte térképei árusítását. Három év múlva meghalt a felesége. Hét gyermekük született közülük apjukat csak két fiú élte túl. Gottfried Friedrich, – a weicheringi fővadász – és Johann Christoph a későbbi örökös. Johann Baptist még ugyanebben az évben újranősült.
1707-ben jelent meg első atlasza a Neuer Atlas über die gantze Welt, 33 világ-, kontinens- és országtérképpel. Ezt 1710-ben, és a rá következő négy év alatt kétszer is kiadta fokozatosan növekvő lapszámmal. Az 1712 után kiadott atlaszok elején Johann Gabriel Doppelmayer, nürnbergi csillagász, kartográfus földrajzi bevezetője olvasható.
1715-ben a Berlini Tudós Társaság tagjai közé fogadta és elnyerte a császári geográfusi címet. Mindezért hálából a következő évben megjelenő munkáját, a Groβen Atlas über die gantze Welt címűt, a császárnak ajánlotta. Ebben az ezt megelőző időszakban gyakorlatilag az övé volt a legjelentősebb térképkiadó vállalat német területen.
1719-ben adta ki Atlas Methodicus című művét.
Halálakor, 1724 július 1-jén egy figyelemre méltó mennyiségű térképpel rendelkező, fellendült vállalkozást hagyott fiára, Johann Christophra.